# Пирсон, Джон (футболист, 1868)
Джон Ха́ргривз Пи́рсон (англ. John Hargreaves Pearson; 25 января 1868 — 22 июня 1931), также известный как Дже́ки Пи́рсон (англ. Jacky Pearson) — английский футболист и футбольный судья. Выступал за футбольный клуб «Шеффилд Юнайтед», также провёл одну игру за национальную сборную Англии. В начале XX века работал футбольным судьёй, обслуживал финал Кубка Англии 1911 года и международные матчи.

## Карьера игрока
Уроженец Кру (графство Чешир), Пирсон начал выступать за юношескую команду местного клуба «Кру Александра» летом 1881 года в возрасте 13 лет>. На тот момент клуб проводил только товарищеские и кубковые матчи. 23 октября 1886 года Пирсон забил два гола в матче первого раунда Кубка Англии против клуба «Рексем Олимпик». В сезоне 1887/88 Пирсон помог команде достичь полуфинала Кубка Англии, забив единственный гол «Кру Александры» в матче пятого раунда против «Дерби Каунти» 7 января 1888 года. В шестом раунде «Кру Александра» обыграла «Мидлсбро», а в полуфинале уступила клубу «Престон Норт Энд».
В сезоне 1889/90 «Кру Александра» стал одним из 12 клубов, принятых в Футбольный альянс, где провёл три сезона. После этого команда вступила во Второй дивизион Футбольной лиги в сезоне 1892/93.
5 марта 1892 года Пирсон провёл свой единственный матч за национальную сборную Англии — это была игра Домашнего чемпионата против сборной Ирландии, в которой англичане одержали победу со счётом 2:0. В этом матче он сыграл на позиции правого инсайда. Он является единственным игроком клуба «Кру Александра», сыгравшим за сборную Англии.
Дебют Пирсона в Футбольной лиге состоялся 3 сентября 1892 года в игре против «Бертон Свифтс». В первом сезоне «Кру Александра» в Футбольной лиге Пирсон провёл за команду 12 матчей и забил 2 гола в рамках чемпионата (остальные игры пропустил из-за травм). В последующие два сезона провёл за команду только два матча, забив 1 гол. В 1895 году объявил о завершении карьеры из-за травмы.

## Достижения
Сборная Англии
- Победитель Домашнего чемпионата Великобритании: 1892

## Судейская карьера
В 1893 году начал судить футбольные матчи. Сначала обслуживал матчи квалификационных стадий Кубка Англии, затем стал судить матчи Футбольной лиги, любительского и главного Кубка Англии, Кубка Бирмингема, Кубка Глостершира, Кубка Ирландии, Кубка Уэльса. В апреле 1911 года был судьёй финала Кубка Англии, в котором встретились «Брэдфорд Сити» и «Ньюкасл Юнайтед». Игра завершилась безголевой ничьей, в переигровке победу со счётом 1:0 одержал «Брэдфорд Сити».
Также обслуживал международные матчи, включая матч за третье место на летних Олимпийских играх 1908 года в Лондоне, в котором встретились сборные Нидерландов и Швеции. Судил международные матчи до начала Первой мировой войны в 1914 году. Был председателем общества футбольных судей Кру.

## Вне футбола
Работал в компании London and North Western Railway, которая в 1923 году объединилась с компанией London, Midland and Scottish Railway. В 1930 году вышел пенсию, умер через год после этого в возрасте 63 лет.